# Fabio Maranta
Fabio Maranta (Venosa, ... – Calvi, 1619) è stato un vescovo cattolico italiano.

## Biografia
Nacque a Venosa, figlio di Pomponio Maranta e fratello di Roberto Maranta. Fu protonotario apostolico e vicario generale del cardinale Ottavio Acquaviva. Il 5 marzo 1582 fu nominato vescovo di Calvi da papa Innocenzo XI. Morì a Calvi nel 1619.